# Trenta (Olaszország)
Trenta község (comune) Olaszország Calabria régiójában, Cosenza megyében.

## Fekvése
A megye központi részén fekszik. Határai: Casole Bruzio, Cosenza és Rovito.

## Története
A település alapításáról nem léteznek pontos adatok. Valószínűleg a 9. században alapították a szaracén portyázások elől menekülő cosenzai lakosok.

## Népessége
A népesség számának alakulása:

## Főbb látnivalói
- Palazzo Ricci
- Palazzo Perris
- Santa Maria del Soccorso-templom
- Sant’Elia-templom
- Santa Maria Assunta-templom
- San Pietro Apostolo-templom
- San Nicola-templom
- San Francesco-templom
- Madonna dell’Immacolata-templom
- Madonna della Febbre-templom
- Madonna della Catena-templom
- Santa Rita-kápolna